# Boris Hybner
Boris Hybner (5. srpna 1941 Vyškov – 2. dubna 2016 Praha) byl český mim, herec, režisér, scenárista, vysokoškolský pedagog a významný představitel české pantomimické školy, otec herečky Vandy Hybnerové. 
S pantomimou začínal u Ladislava Fialky. V šedesátých letech 20. století založil soubor Pantomima Alfreda Jarryho, kde působil se Ctiborem Turbou a Richardem Rýdou. Ve svých  groteskních a klaunských výstupech propojoval klasickou pantomimu s moderním, absurdním humorem. Vystupoval v divadlech i v televizi a zahrál si v řadě filmů. Věnoval se také pedagogické činnosti na HAMU. Za celoživotní dílo obdržel cenu Thálie. V roce 2017 mu městská část Praha 5 udělila čestné občanství in memoriam.

## Život
Hybnerův otec byl vynikající kuchař a restauratér ve vyškovské Besedě a přál si, aby syn převzal jeho profesi. Boris rád navštěvoval divadelní představení, hrál na kytaru a věnoval se ragby a lehké atletice. Po maturitě pracoval v chemičce v Litvínově a pokračoval ve studiích na zemědělské škole a pedagogickém institutu v tehdejším Gottwaldově, kde založil kabaret Reflektor. Půl roku chodil na taneční konzervatoř, ale nakonec se věnoval pantomimě.
V roce 1964 začínal v pantomimickém souboru Ladislava Fialky, kam se přihlásil do konkurzu s etudou Saxofonista. Následující rok ale soubor kvůli rozporům v uměleckém pojetí opustil. Nastěhoval se do zchátralého domu pod pražským Vyšehradem zvaného Hanzlberk, v němž sídlila umělecká komunita. Byl to dům s děravou střechou, suchým záchodem a pumpou na dvorku, jímž prošli mnozí spisovatelé, básníci, malíři, sochaři, fotografové a tanečníci, např. Ladislav Fialka, Václav Havel či Allen Ginsberg. Žila tam také Hybnerova první žena malířka Jana Kremanová.
Hybner účinkoval v Divadle Alhambra a v Černém tyjátru Jiřího Středy. V roce 1966 založil s Ctiborem Turbou  a Richardem Rýdou soubor Pantomimu Alfréda Jarryho. Jejich debut se jmenoval Nezabiješ úplně bližního svého a na podzim roku 1966 s ním  zvítězili na prvním ročníku Festivalu amatérské pantomimy v Litvínově.  Pořad se stal  základem dvoudílné celovečerní inscenace Harakiri ( 1968). Pantomima Alfréda Jarryho působila nejprve poloamatérsky (1966–68), později profesionálně (1968–72) a její originální inscenace přinesly nové pojetí pantomimy. V roce 1972 byl soubor normalizačními úředníky zrušen. Hybner pak účinkoval spolu s Bolkem Polívkou v projektu Ctibora Turby Cirkus Alfred (1974-1979). V roce 1975 uvedl v Divadle Rokoko autorskou inscenaci Na konci zahrady jménem Hollywood inspirovanou érou němého filmu. Po vzoru Laterny magiky inscenaci upravil do trilogie celovečerních grotesek s filmovými projekcemi: Gagman (1975), Hvězdy (1979) a Pentimento (1980). Představení sklízela mimořádný úspěch doma i v zahraničí a Hybner podle nich později vytvořil scénář k šestidílnému televiznímu seriálu Gagman (režie Juraj Herz, 1987), za nějž získal Bronzovou růži z Montreux a mnoho jiných ocenění.
V roce 1978 založili s Ctiborem Turbou soubor Originální společnost němé grotesky GAG (1978-1996). Jako sólista nebo host vystupoval také v Městských divadlech pražských, v Divadle na provázku a Národním divadle, často ve vlastních pantomimických pořadech (Concerto Grosso či Někdo to rád Horror). V roce 1990 založil v Praze stálou scénu Studio Gag, které fungovalo šest sezón. Souběžně vytvořil soubor Laterna grotesca a ve vlastní režii s ním uvedl inscenaci Žil byl Hollywood (1995). Režie její filmové části se ujal Viktor Tauš, s nímž Hybner v témže roce založil produkční filmovou společnost GagStones (1995). Hybner produkoval a podílel se na scénáři filmu o narkomanech Kanárek.
| „              | Tanec je hudba těla; pantomima je slovo těla. | “ |
| — Boris Hybner |                                               |   |

Vystupoval také v zahraničí, hrál ve více než 27 zemích tří kontinentů a natočil filmy ve Finsku, Itálii, Irsku, Francii a Mexiku. V Austrálii si zahrál s ruským klaunem Slávou Poluninem v jeho Snowshow. Příležitostně se objevil v menších rolích také v českém filmu, např. v Panelstory aneb jak se rodí sídliště, Jára Cimrman ležící, spící, Rozpuštěný a vypuštěný, Rafťáci, Pelíšky, Pupendo a U mě dobrý. Ústřední roli po boku Miloše Kopeckého si zahrál v detektivní parodii Bergman a Bergman, detektivní kancelář (1984).
Pedagogicky působil od roku 1999 do roku 2010 na pražské HAMU, od 19. května 2008 byl profesorem pro obor taneční umění – nonverbální a komediální divadlo. V roce 2010 obdržel za celoživotní dílo v oboru pantomimy cenu Thálie.
Ve spolupráci s novinářem Borisem Dočekalem vydal knížku nostalgických vzpomínek a deníkových záznamů z cest Clownovo pozdní blues (Listen, 2002) s ilustracemi a fotografiemi své dcery, herečky Vandy Hybnerové. Potýkal se se závislostí na alkoholu a po operaci rakoviny tlustého střeva měl od roku 2007 umělý vývod (stomii). Aktivně se podílel na prevenci rakoviny tlustého střeva, navštěvoval pacienty s vývodem (stomiky) a dodával jim optimismus. Své zkušenosti s nemocí a životní krédo o významu pozitivního vidění světa, nadsázky a humoru popsal v knize příběhů WC Pocket Revue (Grada, 2016), kterou sám ilustroval. Zkušenosti s rakovinou a vzpomínky na Ctibora Turbu a Bolka Polívku posloužily jako námět tragikomického filmu Klauni (režie Viktor Tauš, 2013), ke němuž vytvořil také choreografii.
Hybner byl třikrát ženatý. S první manželkou Janou Kremanovou měl dceru Vandu, která je herečkou. Od rodiny odešel, když bylo Vandě šest let. Podruhé se oženil s Helenou Julišovou a měli spolu dceru Lenku. Třetí manželkou byla genetička Lucie a narodil se jim syna Max a dcera Žofie.
V roce 2016 postihl Borise Hybnera dvojnásobný infarkt a po krátké hospitalizaci dne 2. dubna 2016 zemřel.

## Z inscenací
- Harakiri
- Idiot
- Na konci zahrady jménem Hollywood
- Concerto Grosso
- Mim session
- Gagman – hlavní postava v TV seriálu (1987)

## Filmografie (výběr)
- Panelstory (1979, role: malíř)
- Jára Cimrman ležící, spící (1983, role: učitel biologie)
- Rozpuštěný a vypuštěný (1984, role: chovanec Ferda v sanatoriu prof. Žaluda)
- Pelíšky (1999, role: kouzelník)
- Pupendo (2003, role: Krauze)
- Čert ví proč (2003, role: šašek)
- U mě dobrý (2008, role: člen gangu skořápkářů)
- Probudím se včera (2012, role: číšník)
- Přístav (seriál, 2015–2017, role: pohřebák Kukačka)